# 失神ゲーム
失神ゲーム（しっしんゲーム）とは、他人または自己を意識的に失神させ、酩酊状態を観察または体験する行為の一種。
「気絶遊び」「チョーキング・ゲーム」などともいわれ、小・中学生を中心に、いじめの一環や罰ゲームなど、遊び半分で行われることもある。しかし、これは死亡もしくは脳死などの重大な障害を遺す危険もある。
子供が遊び半分でやることであっても、また同意の上で行われていたとしても、少なくとも結果的に致傷・致死となった場合には同意傷害の通説判例に照らし傷害罪、傷害致死罪、さらに集団で行われた場合には暴力行為等処罰法違反の罪を構成する、れっきとした犯罪行為である。致傷、致死の結果に至らず形式的に犯罪該当性が無いとしても、不良行為として虞犯少年に該当し少年保護手続の対象になる余地がある。なお、同意が無いいじめのような場合には、結果の如何に関わらず犯罪に該当する。

## 概要
正確な発祥は不明であるが、日本では1970年代頃から報告されており、その時どきに各教育委員会が注意を呼びかけている。
失神が原因で障害や後遺症を負ったり、死亡事故となるケースが後を絶たず、アメリカ合衆国では毎年40名前後が死亡している。
|        | 死者 | 負傷者 | 計 |
| ------ | ---- | ------ | -- |
| 2008年 | 43   | 5      | 48 |
| 2009年 | 39   | 8      | 47 |
| 2010年 | 37   | 8      | 45 |

## 生理
意識的な行動で血中の灰分平衡を崩し、血圧を下げ、血流を抑制することで、脳を酸素不足・養分不足に至らしめ、意識消失や痙攣を発生させる。脳は酸素不足や養分不足に最も弱い臓器であり、しばしば視聴覚や記憶に重大な後遺症が残る。3分間以上継続した場合、脳死となる。

## 主な事件・事故

### 日本の事例
日本でも傷害容疑や迷惑防止条例違反などで逮捕者・補導者が出ている。
- 2002年11月 東京都の小学生が、気を失って倒れたことで前歯が4本抜ける怪我を負った[3]。
- 2005年12月 札幌市の中学生が失神、これを死亡したと錯覚した同級生が警察に通報[3]。
- 2006年10月12日 埼玉県新座市の中学生3人が失神ゲームにより同級生の気を失わせた。気付けの為に怪我を負わせたことにより、同月24日に3人、31日に2人の計5人が傷害罪の疑いで逮捕される。学校側はいじめを把握していなかったと言う。
- 2006年11月2日 長崎県松浦市で高校生に対し失神ゲームを強要したことにより、16歳から17歳までの3人が強要罪と暴力行為法違反の疑いで逮捕される。
- 2014年10月17日 東京都東村山市の男子中学生4人がいじめの標的にしていた男子生徒に対し失神ゲームを繰り返したとして、3人が暴力行為法違反の疑いで逮捕され、1人が補導された。やり方についてはインターネットの動画サイトを参考にしたと供述したため、警察は動画サイトに対し削除要請を行った[4]。
- 2016年2月14日 新潟県新潟市北区の14歳の男子生徒2人が失神ゲームと称し背中に体当たりする等の暴行を行ったとして逮捕された。被害生徒は、呼吸困難で一時意識を失ったが、回復した[5]。
- 2017年12月15日 東京都国分寺市西恋ケ窪の小学校6年生が、一時意識不明となった[6]。

### 日本以外の世界での事例

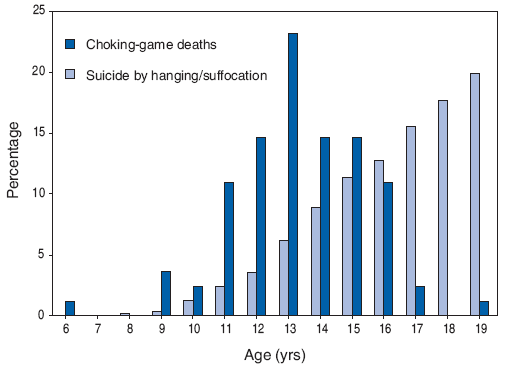
1995年から2007年間に起きた失神ゲームによる死亡者 6-19歳の若者の年齢分布（n=82）。この図には、1999–2005年に起きた窒息による自殺数も含まれる（n=5,101）。

2008年のカナダ、オンタリオ州では少なくとも79,000人の生徒が行ったという報告がある。2006年のアメリカ合衆国オハイオ州ウィリアムズ郡の若者の健康リスク行動調査では、12歳から18歳までの青年の11％および17歳と18歳の青年の19％がこれまでに実践したことがあると報告している。
アメリカ疾病予防管理センターによる調査では、1995年から2007年まで6歳から19歳までの子供が、同ゲームによって少なくとも82人死亡している。
- 2005年7月 - アメリカで10歳の男の子が失神ゲーム中に死亡。
- 2023年1月 - アルゼンチンの12歳の少女が、動画投稿アプリで流行していた「失神チャレンジ」の末の死亡。「失神チャレンジ」は失神して意識を取り戻す様子を動画で見せるゲームだとされている[10]。